# لينارت جونسون
لينارت جونسون (بالسويدية: Lennart Jonsson)‏ هو منافس ألعاب قوى سويدي، ولد في 11 يونيو 1933 في Västervik ‏ في السويد.

## وصلات خارجية
- لينارت جونسون على موقع الاتحاد الدولي لألعاب القوى (الإنجليزية)
- لينارت جونسون على موقع أوليمبيديا (الإنجليزية)
- لينارت جونسون على موقع اللجنة الأولمبية السويدية (السويدية)